# Wilhelm Sigismund von Tettau
Wilhelm Sigismund von Tettau (* 5. Oktober 1717; † 15. November 1797) war ein preußischer Capitain, Landrat und Landesdirektor.

## Herkunft
Wilhelm Sigismund von Tettau war Angehöriger des Adelsgeschlechts Tettau. Er war der Sohn von Christoph Friedrich von Tettau (1675–1730), Besitzer der Güter Canthen und Talpitt im Kreis Mohrungen, Verweser der Ämter Preußisch Holland und Marienwerder. Seine Mutter war Anna Margaretha († 1733), Tochter des Christoph Albrecht von Perbandt.

## Leben
Wilhelm Sigismund trat zunächst in das preußische Heer ein und wurde Kadett im Regiment von Glaubitz. Im Infanterie-Regiment von Kalnein stieg er 1747 zum Premierleutnant und 1757 zum Capitain auf. Während des siebenjährigen Kriegs wurde er 1758 in der Schlacht von Zorndorf verwundet und geriet im Anschluss in russische Gefangenschaft. Um 1763 wurde er von seinem Militärdienst verabschiedet. Im November 1772 wurde er zum ersten Landrat des Kreises Braunsberg ernannt. Nachdem er die Güter Canthen und Talpitt verkauft hatte, erwarb er im Gegenzug im Jahr 1775 das Gut Böhmenhöfen bei Braunsberg im Wert von 8.000 Talern. 1792 wurde er Nachfolger von Otto Wilhelm von Perbandt als Landesdirektor. Das Amt als Landrat übte er bis zu seinem Tod im Jahr 1797 aus, ihm im Amt folgte Johann von Lingk.

## Persönliches
Wilhelm Sigismund von Tettau war seit dem 6. Oktober 1750 mit Anna Malie Catharina (* 24. Mai 1731 in Korbsdorf; † 1820), geb. von Schau, verheiratet. Ihr gemeinsamen Kinder waren Paul Ludwig (1750–1827) und Amalie (1751–1832).